# رائد فضاء (فلم)
رائد فضاء (بالإنجليزية: Spaceman) هو فيلم دراما خيال علمي أمريكي قادم من إخراج يوهان رينك وبطولة آدم ساندلر، بول دانو، كاري موليجان، كونال نايار وإيسابيلا روسوليني.

## روابط خارجية
مقالات تستعمل روابط فنية بلا صلة مع ويكي بيانات